# Distrito de Ahmednagar
O distrito de Ahmednagar (pronúncia de Marathi: [əɦ(ə)məd̪nəɡəɾ]) é o maior distrito do estado de Maharashtra, no oeste da Índia. A histórica cidade de Ahmednagar é a sede do distrito e Sangamner é outra grande cidade do distrito. Ahmednagar foi a sede do Sultanato de Ahmednagar do final do período medieval (1496–1636 EC). Este distrito é conhecido pelas cidades de Shirdi associadas a Sai Baba, Meherabad associada a Meher Baba, Shani Shinganapur a Shanidev e Devgad a Lord Dattatreya. O distrito de Ahmednagar faz parte da Divisão de Nashik. O distrito faz fronteira com o distrito de Aurangabad a nordeste, o distrito de Nashik a noroeste, os distritos de Thane e Pune a sudoeste, o distrito de Solapur ao sul e o distrito de Beed a sudeste.

## História
Embora o distrito de Ahmednagar tenha sido criado em 1818, pode-se dizer que a história moderna de Ahmednagar começou em 1869, ano em que as partes de Nashik e Solapur que até então compreendiam Nagar foram separadas e o atual distrito de Nagar foi formado. O distrito de Ahmednagar foi criado após a derrota da Confederação Maratha na Terceira Guerra Anglo-Maratha em 1818, quando a maioria dos domínios de Peshwa foram anexados à Índia britânica. O distrito permaneceu parte da divisão central da presidência de Bombaim até a independência da Índia em 1947, quando se tornou parte do estado de Bombaim e, em 1960, o novo estado de Maharashtra.

## Economia
Em 2006, o Ministério de Panchayati Raj nomeou Ahmednagar como um dos 250 distritos mais atrasados do país (de um total de 640 distritos da Índia). É um dos doze distritos de Maharashtra, atualmente recebendo fundos do Programa de Fundos de Subsídios para Regiões Atrasadas (BRGF).
Ahmednagar é o distrito mais avançado de Maharashtra em muitos aspectos. Tem o máximo de usinas de açúcar, talvez para divulgar a mensagem de “Prosperidade Rural pela Cooperação” que deu ao país meio século atrás. A primeira fábrica cooperativa de açúcar na Ásia foi estabelecida em Pravanagar. Um modelo de trabalho de conservação de água pode ser visto em Ralegaon Siddhi, também chamada de Aldeia Ideal. Newase, onde Dnyaneshwari foi escrito, Shirdi de Shri Saibaba, um dos Ashtavinayaks em Siddhatek, o famoso templo de Kanifnath, atrai devotos. O Palácio de Chand Bibi, a barragem de Bhandardara, o Forte de Harishchandragad, o santuário de Maldhok (Abetarda Indiana) e o santuário de Rehkuri são alguns dos locais de atração turística.

## Dados demográficos
No censo de 2011, o distrito de Ahmednagar registrou uma população de 4.543.159, aproximadamente igual à nação da Costa Rica ou ao estado americano da Louisiana, sendo o 33º maior distrito da Índia em termos de população (de um total de 640). O distrito tinha uma densidade populacional de 266 habitantes/km². Sua taxa de crescimento populacional na década de 2001-2011 foi de 12,43%. Ahmadnagar tinha uma proporção de 934 mulheres para cada 1.000 homens, e uma taxa de alfabetização de 80,22%. Castas e tribos listadas representavam 12,63% e 8,63% da população, respectivamente.
No censo de 2011, a grande maioria da população em Ahmednagar era hindu, mas havia uma população significativa de muçulmanos. Jainistas e budistas são pequenas minorias.
Na época do Censo da Índia de 2011, 88,89% da população do distrito falava Marathi, 4,74% Hindi e 2,74% Urdu como primeira língua. Outras línguas incluem Telugu e seu dialeto Waddar, bem como Marwari.

## Cultura
O Islã chegou a Ahmednagar durante a dinastia Tughlaq. Existem muitos monumentos muçulmanos como a Tumba de Salabat Khan conhecida como chandbibi, Faria Baug, Ground Fort e muitas dargas (mesquitas), e eles são encontrados nas principais cidades.
O cristianismo chegou no século XVIII, quando os britânicos assumiram a área do império Maratha em diante. O cristianismo tem sido a terceira maior religião de Ahmednagar, encontrada em todo o distrito, exceto no sudoeste. Em Ahmednagar, os cristãos são resultado da missão americana Marathi e da missão da Sociedade para a Propagação do Evangelho da Igreja da Inglaterra. Durante a era britânica, Ahmednagar fez parte da presidência de Bombaim. A primeira missão cristã protestante no distrito foi inaugurada em 1831. Cada aldeia tem uma ou mais famílias residentes cristãs e cada aldeia tem a sua própria igreja para o culto. Os cristãos de Ahmednagar são chamados de cristãos maratas e a maioria deles são protestantes.